# SN 2003fv
SN 2003fv – supernowa odkryta 24 maja 2003 roku w galaktyce A141804+5303. W momencie odkrycia miała maksymalną jasność 23,60m.